# Варвіз
Варвіз (рум. Varviz) — село у повіті Біхор в Румунії. Входить до складу комуни Попешть.
Село розташоване на відстані 419 км на північний захід від Бухареста, 42 км на північний схід від Ораді, 101 км на північний захід від Клуж-Напоки.

## Населення
За даними перепису населення 2002 року у селі проживали 579 осіб.
Національний склад населення села:
| Національність | Кількість осіб | Відсоток |
| -------------- | -------------- | -------- |
| румуни         | 572            | 98,8%    |
| угорці         | 6              | 1,0%     |

Рідною мовою назвали:
| Мова      | Кількість осіб | Відсоток |
| --------- | -------------- | -------- |
| румунська | 572            | 98,8%    |
| угорська  | 7              | 1,2%     |